# ホンダ・RA106
ホンダ・RA106はホンダが2006年のF1世界選手権に投入したフォーミュラ1カーである。ジェフ・ウィリスが設計した。参戦ドライバーはルーベンス・バリチェロとジェンソン・バトン。

## 概要
ホンダがB・A・Rの全株式を取得たことでシャシー銘柄と形番が改められ、"RA"（レーシング・オートモービル）という呼び名が復活した。「コンストラクター」ホンダとしては、F1第1期活動最後のRA302（1968年）以来の実戦用マシンである。
RA106の発表会は2006年1月25日にスペイン・バルセロナのカタロニア・サーキットで行われた。
ジェフ・ウィリスの設計ではサイドポッド後部に複雑なフィンを重ねる空力パッケージを特徴にしていたが、RA106ではチムニーダクトを排熱に利用するデザインに変更された。また、フロントサスペンションも、一般的であったシングルキール式からゼロキール式に変更された。
現在はツインリンクもてぎ内にあるホンダコレクションホールに12号車が1台動態保存されており、イベントなどで走行したりしている。
実質的な先代であるB・A・R 007に引き続き、ホンダ製のシームレスシフトギヤボックスを搭載する。1速から7速までの全段でシームレスシフトを可能とした「QS2」を搭載して開幕を迎えたが、第9戦カナダGPからはダウンシフト時の変速時間が短縮された「QS3」を投入した。

## 2006年シーズン
シーズンだが、バトンが好スタートを切り、第3戦オーストラリアGPでは予選でバトンがポールポジションを獲得する。しかし、タイヤが思うように温まらずにセーフティーカー走行後のローリングスタートで後続に追い抜かれ、チェッカー直前でエンジンブローをしてしまった。ここから不調に陥り、どちらかは入賞するものの、上位を争えない展開が続く。序盤のバトンの好走は、気候や他チームの出遅れに助けられたものであった。
前半戦の成績不振から脱出するため、ホンダは中本修平をシニア・テクニカル・ディレクターに任命。第12戦ドイツGPごろからマシンの調子が上がり始め、続く第13戦ハンガリーGPでは上位勢の脱落も味方して、バトンがF1初優勝を達成。ホンダも1967年イタリアGP以来となるコンストラクター3勝目を獲得した。バトンの終盤6戦の獲得ポイントは、この年の王者フェルナンド・アロンソやミハエル・シューマッハよりも多かった。

## スペック

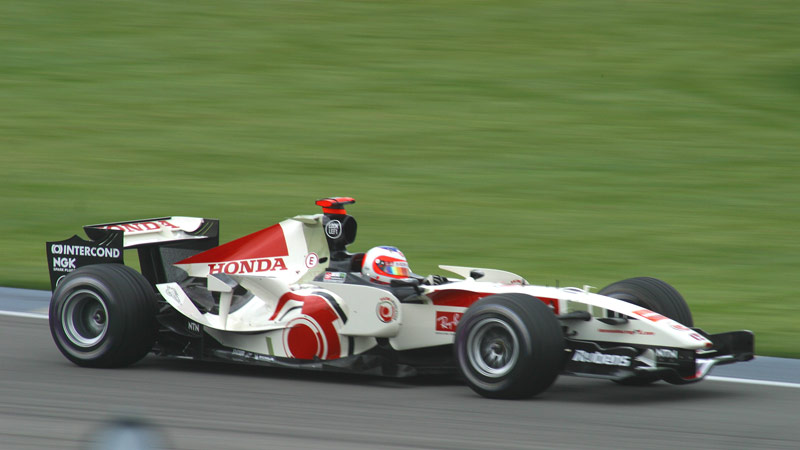
2006年のアメリカGPでインディアナポリスを走行するRA106（ドライバーはルーベンス・バリチェロ）

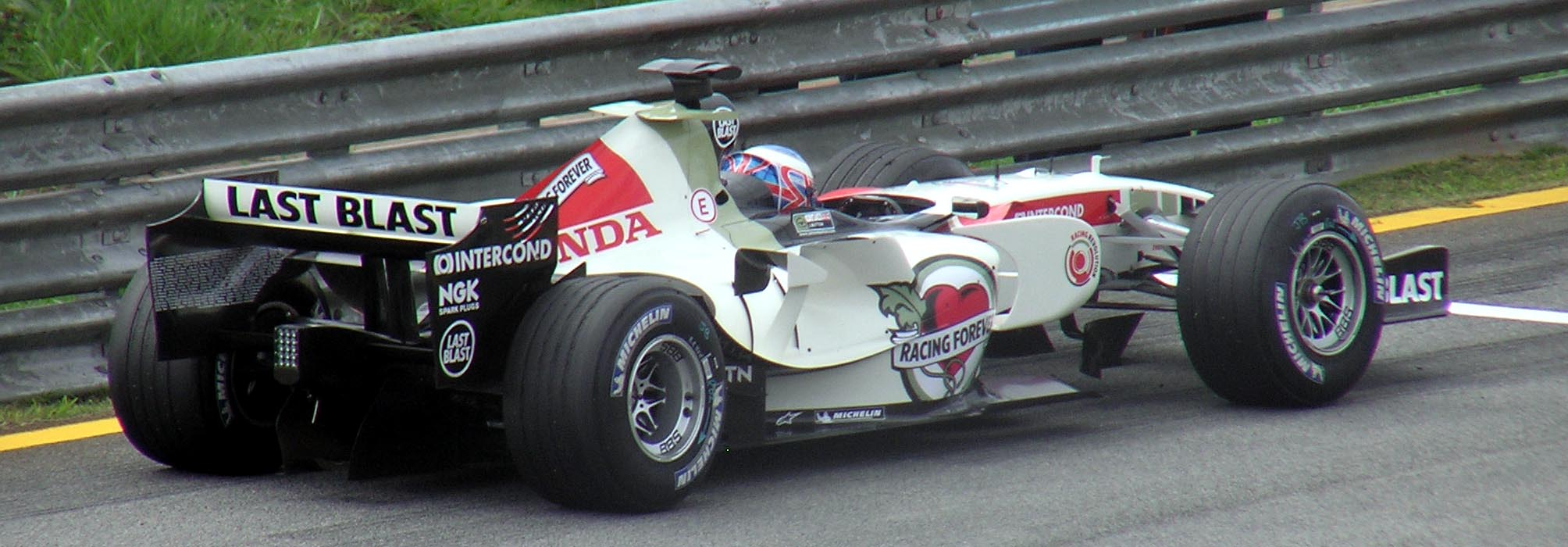
2006年最終戦のブラジルGPでインテルラゴスを走行するRA106（ドライバーはジェンソン・バトン）。このGPでBATのスポンサードが終了するため、特別カラーリングが施された。

### シャーシ
- シャーシ名 RA106
- 全長 4,675 mm
- 全幅 1,800 mm
- 全高 950 mm
- ホイールベース 3,140mm
- 前トレッド 1,460 mm
- 後トレッド 1,420 mm
- ブレーキキャリパー アルコン
- ブレーキパッド・ディスク ブレンボ/ヒトコ
- ホイール BBS
- タイヤ ミシュラン
- ダンパー ショーワ
- クラッチ ザックス
- ギアボックス 縦置き7速セミオートマチック/カーボンファイバー製ケーシング

### エンジン
- エンジン名 RA806E
- 排気量 2,400cc
- 気筒数・角度 V型8気筒・90度
- スパークプラグ NGK
- 燃料 エルフ
- 潤滑油 ENEOS

## 記録
| 年   | No. | ドライバー | 1   | 2   | 3   | 4   | 5   | 6   | 7   | 8   | 9   | 10  | 11  | 12  | 13  | 14  | 15  | 16  | 17  | 18  | ポイント | ランキング |
| 年   | No. | ドライバー | BHR | MAL | AUS | SMR | EUR | ESP | MON | GBR | CAN | USA | FRA | GER | HUN | TUR | ITA | CHN | JPN | BRA | ポイント | ランキング |
| ---- | --- | ---------- | --- | --- | --- | --- | --- | --- | --- | --- | --- | --- | --- | --- | --- | --- | --- | --- | --- | --- | -------- | ---------- |
| 2006 | 11  | バリチェロ | 15  | 10  | 7   | 10  | 5   | 7   | 4   | 10  | Ret | 6   | Ret | Ret | 4   | 8   | 6   | 6   | 12  | 7   | 86       | 4位        |
| 2006 | 12  | バトン     | 4   | 3   | 10  | 7   | Ret | 6   | 11  | Ret | 9   | Ret | Ret | 4   | 1   | 4   | 5   | 4   | 4   | 3   | 86       | 4位        |

- 太字はポールポジション、斜字はファステストラップ。(key)
- テストドライバーであるアンソニー・デビッドソンが全戦のフリー走行でサードカーで走行した。
- ドライバーズランキング
  - ドライバーズランキング6位（ジェンソン・バトン）1勝 1PP
  - ドライバーズランキング7位（ルーベンス・バリチェロ）